# Cycling Hall of Fame

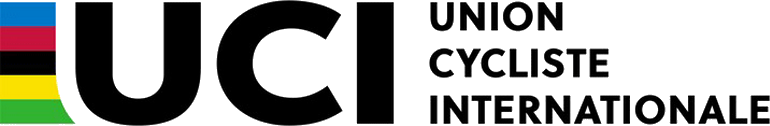
Cycling Hall of Fame
Serviço dependente da UCI.

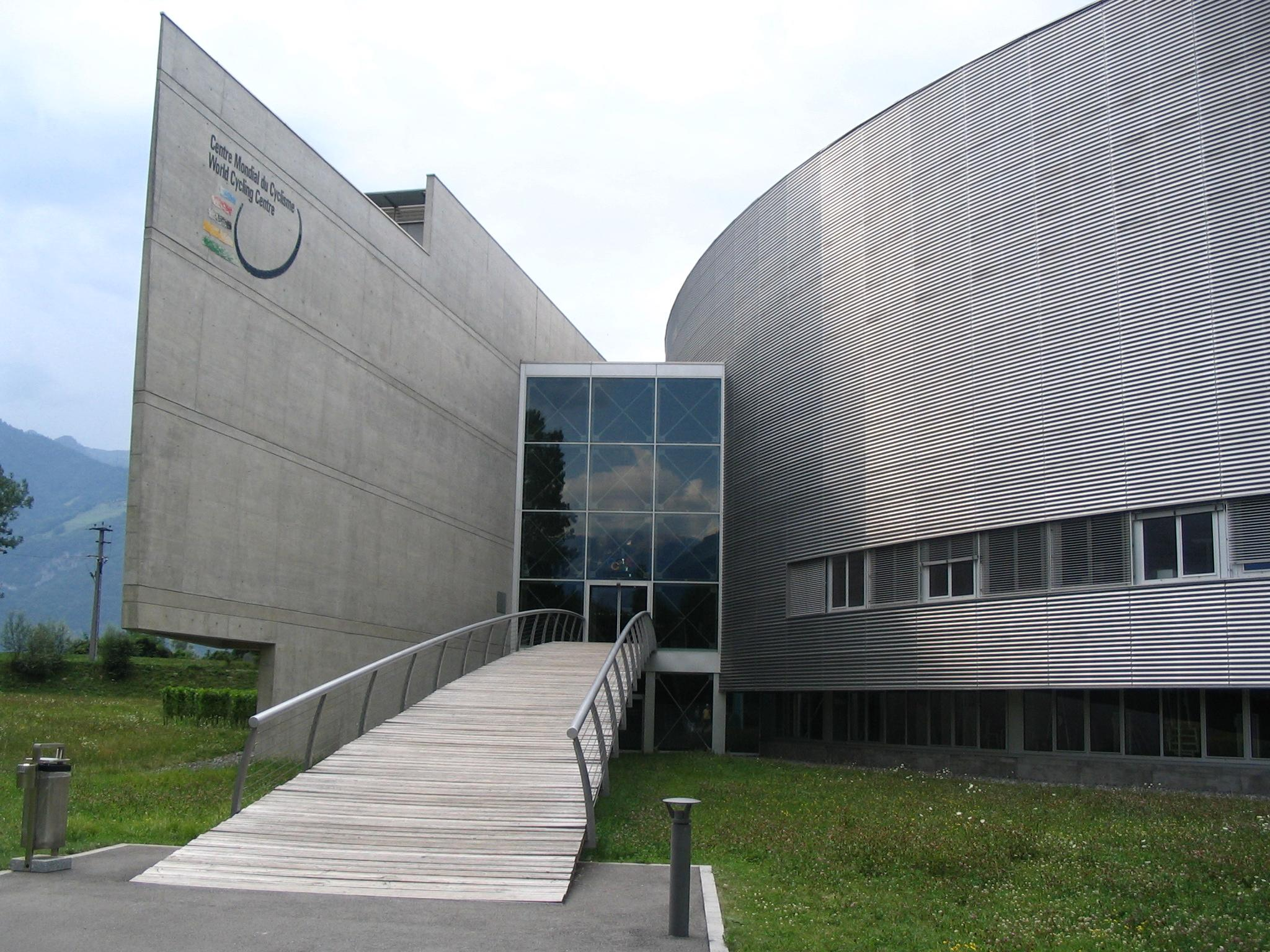
Sede da UCI.

O Cycling Hall of Fame (em português: "Salão da Fama do Ciclismo") é um serviço dependente da União Ciclista Internacional fundado no ano 2002, cuja missão é comemorar e preservar os valores das corridas ciclistas e dos corredores.
Os ciclistas passam a fazer parte das listas do Cycling Hall of Fame de forma automática quando obtêm algum dos resultados (se consideram dados tanto actuais como históricos) nas principais corridas do ciclismo profissional internacional, de acordo com os critérios estabelecidos pela UCI. A cada um destes resultados tem uma pontuação associada, de maneira que se podem fazer classificações e comparações estatísticas entre os corredores de todas as épocas.

## Sessão inaugural
A 14 de abril de 2002, coincidindo com os actos comemorativos do primeiro centenário da corrida ciclista Paris-Roubaix, a UCI inaugurou a sua nova sede em Aigle, Suíça. Fazendo parte destes actos, estava a criação do Cycling Hall of Fame, que incluiu em sua primeira sessão (dantes de que se pusesse em marcha o actual sistema de rendimento por pontuação) a 57 ciclistas de diferentes disciplinas, em reconhecimento a suas façanhas desportivas e por sua contribuição ao prestígio do ciclismo.
Os corredores eleitos nesta sessão inaugural, foram (por ordem alfabética):
Ciclismo em estrada (masculino)
- Adorni
- Anquetil
- Argentin
- Bahamontes
- Baldini
- Bartali
- Binda
- Bobet
- Bugno
- Christophe
- Coppi
- Garin
- Gaul
- Gimondi
- Hinault
- Indurain
- Janssen
- Kelly
- Kübler
- Kuiper
- Leducq
- Lemond
- Lesna
- Magne
- Maertens
- Magni
- Merckx
- Moser
- Poulidor
- Roche
- Saronni
- Schotte
- Speicher
- Thys
- Van Looy
- Van Steenbergen
- Zoetemelk

Ciclismo em estrada (feminino)
- Canins
- Longo

Ciclismo em pista (masculino)
- Freuler
- Hübner
- Maspes
- Morelon
- M. Rousseau
- Scherens
- Taylor
- Van Vliet
- Zimmermann

Ciclismo em pista (feminino)
- Ballanger

Ciclocross (masculino)
- E. De Vlaeminck
- Dufraisse
- Liboton
- R. Longo
- Thaler
- Wolfshohl
- Zweifel

Ciclismo de montanha (masculino)
- Overend

## Estatísticas
O website da organização (Site do Cycling Hall of Fame), desde o ano 2002 publica periodicamente as estatísticas seguintes (inicialmente referidas exclusivamente ao ciclismo em estrada profissional masculino, mas desde 2016 ampliadas ao ciclismo feminino):
- Calendário Ciclista Internacional
- Biografias e imagens dos 100 primeiros ciclistas classificados
- Diferentes classificações e gráficos com as pontuações dos corredores: individuais, por provas e por países
- Resultados históricos actualizados de todas as corridas envolvidas no sistema do Cycling Hall of Fame

As pontuações, como se detalha mais adiante, incluem os resultados das três grandes voltas (Tour de France, Giro d'Italia e Volta a Espanha), as Cinco Clássicas, Jogos Olímpicos e Campeonatos do Mundo de Ciclismo em Estrada.

## Admissão
Para poder ingressar no Salão da Fama do Ciclismo, um corredor deve conseguir determinados resultados:
- Vencer num dos cinco "Monumentos Clássicos" (com excepção da Paris-Roubaix, na que basta com subir ao pódio)
- Se classificar entre os três primeiros do Campeonato do Mundo (unicamente na corrida em estrada profissional)
- Se classificar entre os três primeiros dos Jogos Olímpicos (unicamente na corrida em estrada, a partir da edição de 1996 aberta aos profissionais)[3]
- Se classificar entre os três primeiros de uma Grande Volta
- Vencer na classificação por pontos de uma Grande Volta
- Vencer na classificação do grande prémio da montanha de uma Grande Volta

Todos os resultados úteis se acrescentam progressivamente em recorrência da corrida de um corredor. Sobre a base dos resultados obtidos por um ciclista, pode ingressar numa ou em mais classificações do Salão da Fama. A classificação mais prestigiosa é a Combinada, que tem em conta os resultados de todas as competições do calendário.

## Sistema de Pontuação
As diferentes corridas do calendário têm alocadas pontuações diferentes, em função de sua importância e de seu prestígio internacional.

### Monumentos Clássicos ("Clássicas")
- Milão-Sanremo: 420 pontos ao primeiro classificado
- Volta à Flandres: 420 pontos ao primeiro classificado
- Paris-Roubaix: 540 pontos ao primeiro classificado, 180 ao segundo e 135 ao terceiro
- Liège-Bastogne-Liège: 420 pontos ao primeiro classificado
- Giro de Lombardia: 330 pontos ao primeiro classificado

### Grandes Voltas
- Tour de France: 1800 pontos ao primeiro classificado, 600 ao segundo, 450 ao terceiro, 540 pela classificação por pontos e 220 pelo grande prémio da montanha.
- Giro d'Italia: 810 pontos ao primeiro classificado, 270 ao segundo, 210 ao terceiro, 245 pela classificação por pontos e 105 pelo grande prémio da montanha.
- Volta a Espanha: 720 pontos ao primeiro classificado, 240 ao segundo, 180 ao terceiro, 220 pela classificação por pontos e 90 pelo grande prémio da montanha

### Campeonatos do Mundo
- Corrida em estrada profissional: 540 pontos ao primeiro classificado, 180 ao segundo, 135 ao terceiro

### Jogos Olímpicos
- Corrida em estrada: 540 pontos ao primeiro classificado, 180 ao segundo, 135 ao terceiro

## Top 100
Os corredores que entram no Top 100 do Salão da Fama do Ciclismo se consideram, de acordo com os princípios descritos, os melhores corredores de todos os tempos.
(Data de actualização dos dados:_12 de dezembro de 2017):
| (Corredores em activo) |

| Posição | Corredor             | País           | Pontos |
| ------- | -------------------- | -------------- | ------ |
| 1       | Eddy Merckx          | Bélgica        | 27.385 |
| 2       | Bernard Hinault      | França         | 17.545 |
| 3       | Fausto Coppi         | Itália         | 13.430 |
| 4       | Jacques Anquetil     | França         | 13.350 |
| 5       | Miguel Indurain      | Espanha        | 11.565 |
| 6       | Gino Bartali         | Itália         | 11.555 |
| 7       | Christopher Froome   | Reino Unido    | 9.680  |
| 8       | Felice Gimondi       | Itália         | 9.405  |
| 9       | Louison Bobet        | França         | 9.370  |
| 10      | Alfredo Binda        | Itália         | 8.340  |
| 11      | Greg Lemond          | Estados Unidos | 8.100  |
| 12      | Sean Kelly           | Irlanda        | 8.095  |
| 13      | Alberto Contador     | Espanha        | 7.380  |
| 14      | Francesco Moser      | Itália         | 7.250  |
| 15      | Rik Van Looy         | Bélgica        | 7.010  |
| 16      | Jan Janssen          | Países Baixos  | 6.755  |
| 17      | Joop Zoetemelk       | Países Baixos  | 6.750  |
| 18      | Roger De Vlaeminck   | Bélgica        | 6.690  |
| 19      | Laurent Fignon       | França         | 6.540  |
| 20      | Jan Ullrich          | Alemanha       | 6.510  |
| 21      | Vincenzo Nibali      | Itália         | 6.420  |
| 22      | Erik Zabel           | Alemanha       | 6.210  |
| 23      | Raymond Poulidor     | França         | 6.015  |
| 24      | Philippe Thys        | Bélgica        | 5.910  |
| 25      | Alejandro Valverde   | Espanha        | 5.640  |
| 26      | Costante Girardengo  | Itália         | 5.580  |
| 27      | Antonin Magne        | França         | 5.505  |
| 28      | Charly Gaul          | Luxemburgo     | 5.455  |
| 29      | Gustave Garrigou     | França         | 5.430  |
| 30      | Lucien Van Impe      | Bélgica        | 5.280  |
| 31      | Tony Rominger        | Suíça          | 5.275  |
| 32      | Tom Boonen           | Bélgica        | 5.130  |
| 33      | Nicolas Frantz       | Luxemburgo     | 5.115  |
| 34      | Ferdi Kubler         | Suíça          | 5.055  |
| 35      | Andre Leducq         | França         | 4.920  |
| 36      | Rik Van Steenbergen  | Bélgica        | 4.900  |
| 37      | Henri Pélissier      | França         | 4.890  |
| 38      | Pedro Delgado        | Espanha        | 4.890  |
| 39      | Fiorenzo Magni       | Itália         | 4.765  |
| 40      | Peter Sagan          | Eslováquia     | 4.740  |
| 41      | Giuseppe Saronni     | Itália         | 4.685  |
| 42      | Federico Bahamontes  | Espanha        | 4.625  |
| 43      | Bernard Thévenet     | França         | 4.560  |
| 44      | Laurent Jalabert     | França         | 4.385  |
| 45      | Sylvère Maes         | Bélgica        | 4.360  |
| 46      | Giovanni Brunero     | Itália         | 4.260  |
| 47      | Paolo Bettini        | Itália         | 4.210  |
| 48      | Ottavio Bottecchia   | Itália         | 4.200  |
| 49      | Cadel Evans          | Austrália      | 4.175  |
| 50      | Gianni Bugno         | Itália         | 4.160  |
| 51      | Firmin Lambot        | Bélgica        | 4.050  |
| 52      | Marco Pantani        | Itália         | 4.020  |
| 53      | Lucien Petit-Breton  | França         | 4.020  |
| 54      | François Faber       | Luxemburgo     | 4.005  |
| 55      | Claudio Chiappucci   | Itália         | 4.000  |
| 56      | Freddy Maertens      | Bélgica        | 3.955  |
| 57      | Fabian Cancellara    | Suíça          | 3.930  |
| 58      | Johan Museeuw        | Bélgica        | 3.870  |
| 59      | Stephen Roche        | Irlanda        | 3.735  |
| 60      | Andy Schleck         | Luxemburgo     | 3.690  |
| 61      | Nairo Quintana       | Colômbia       | 3.670  |
| 62      | Learco Guerra        | Itália         | 3.660  |
| 63      | Luis Ocaña           | Espanha        | 3.645  |
| 64      | Hennie Kuiper        | Países Baixos  | 3.585  |
| 65      | Oscar Freire         | Espanha        | 3.555  |
| 66      | Stan Ockers          | Bélgica        | 3.555  |
| 67      | Moreno Argentin      | Itália         | 3.495  |
| 68      | Octave Lapize        | França         | 3.420  |
| 69      | Gastone Nencini      | Itália         | 3.415  |
| 70      | Hugo Koblet          | Suíça          | 3.255  |
| 71      | Louis Trousselier    | França         | 3.240  |
| 72      | Gaetano Belloni      | Itália         | 3.180  |
| 73      | Rudi Altig           | Alemanha       | 3.175  |
| 74      | Maurice Garin        | França         | 3.150  |
| 75      | Roger Pingeon        | França         | 3.120  |
| 76      | Carlos Sastre        | Espanha        | 3.000  |
| 77      | Lucien Buysse        | Bélgica        | 2.985  |
| 78      | Gilberto Simoni      | Itália         | 2.975  |
| 79      | Denis Menchov        | Rússia         | 2.940  |
| 80      | Alex Zulle           | Suíça          | 2.880  |
| 81      | Georges Speicher     | França         | 2.880  |
| 82      | Maurice De Waele     | Bélgica        | 2.850  |
| 83      | Fred De Bruyne       | Bélgica        | 2.820  |
| 84      | Roberto Heras        | Espanha        | 2.800  |
| 85      | Alexander Vinokourov | Cazaquistão    | 2.730  |
| 86      | Richard Virenque     | França         | 2.725  |
| 87      | Georges Ronsse       | Bélgica        | 2.715  |
| 88      | Ivan Basso           | Itália         | 2.670  |
| 89      | José Manuel Fuente   | Espanha        | 2.670  |
| 90      | Walter Godefroot     | Bélgica        | 2.655  |
| 91      | Albéric Schotte      | Bélgica        | 2.520  |
| 92      | Henri Cornet         | França         | 2.475  |
| 93      | Jan Raas             | Países Baixos  | 2.475  |
| 94      | Herman Van Springel  | Bélgica        | 2.460  |
| 95      | Joaquim Rodríguez    | Espanha        | 2.450  |
| 96      | André Darrigade      | França         | 2.400  |
| 97      | Roger Lapébie        | França         | 2.385  |
| 98      | Leon Scieur          | Bélgica        | 2.355  |
| 99      | Franco Balmamion     | Itália         | 2.340  |
| 100     | Franco Bitossi       | Itália         | 2.320  |
| 101     | Julián Berrendero    | Espanha        | 2.320  |

Seis corredores em activo fazem parte da lista dos 100 primeiros; um deles,Christopher Froome figura entre os 10 primeiros.

## Classificação por Nações
A soma de todas as pontuações dos ciclistas que figuram em Salão da Fama do Ciclismo, agrupados por suas correspondentes nacionalidades, oferece a seguinte classificação por nações de todos os tempos:
(Data de actualização dos dados:_20 de outubro de 2015):
| Posição | País           | Corredores | Pontos  |
| ------- | -------------- | ---------- | ------- |
| 1       | Itália         | 187        | 223.405 |
| 2       | Bélgica        | 182        | 208.955 |
| 3       | França         | 127        | 170.525 |
| 4       | Espanha        | 108        | 103.240 |
| 5       | Países Baixos  | 36         | 34.410  |
| 6       | Suíça          | 27         | 31.690  |
| 7       | Alemanha       | 26         | 27.645  |
| 8       | Luxemburgo     | 7          | 19.315  |
| 9       | Irlanda        | 4          | 12.940  |
| 10      | Estados Unidos | 8          | 12.675  |
| 11      | Reino Unido    | 9          | 12.255  |
| 12      | Austrália      | 10         | 9.185   |
| 13      | Rússia         | 7          | 7.355   |
| 14      | Colômbia       | 13         | 6.770   |
| 15      | Dinamarca      | 8          | 4.700   |
| 16      | Cazaquistão    | 3          | 3.330   |
| 17      | Noruega        | 3          | 3.310   |
| 18      | Eslováquia     | 2          | 2.880   |
| 19      | Suécia         | 5          | 2.730   |
| 20      | Uzbequistão    | 1          | 2.085   |
| 21      | Portugal       | 3          | 1.860   |
| 22      | Letónia        | 2          | 1.755   |
| 23      | Polónia        | 4          | 1.570   |
| 24      | Moldávia       | 1          | 1.560   |
| 25      | Canadá         | 2          | 1.125   |
| 26      | Áustria        | 2          | 1.120   |
| 27      | Lituânia       | 2          | 915     |
| 28      | Ucrânia        | 2          | 480     |
| 29      | Venezuela      | 1          | 315     |
| 30      | Chéquia        | 1          | 180     |
| 31      | Eslovénia      | 1          | 135     |
| 32      | México         | 1          | 105     |
|         | Totais:        | 795        | 910.520 |

NOTA: esta tabela difere parcialmente dos dados oficiais da UCI, porque corrigiram-se três erratas que afectam ligeiramente aos dados de Itália, Espanha e Colômbia, como os três corredores seguintes figuram de forma errónea como espanhóis:
- Freddy González (Colombiano) (sim que aparece correctamente como colombiano na secção biográfica)
- "Chepe" González (Colombiano)
- Edoardo Molinar (Italiano)

## Corredores hispanos que figuram nas listas do Cycling Hall of Fame

### Espanhóis
(Data de actualização dos dados:_15 de dezembro de 2017):
| Posição | Corredor                   | País    | Pontos |
| ------- | -------------------------- | ------- | ------ |
| 5       | Miguel Indurain            | Espanha | 11.565 |
| 13      | Alberto Contador           | Espanha | 7.380  |
| 31      | Alejandro Valverde         | Espanha | 5.010  |
| 38      | Pedro Delgado              | Espanha | 4.890  |
| 42      | Federico Bahamontes        | Espanha | 4.625  |
| 63      | Luis Ocaña                 | Espanha | 3.645  |
| 65      | Oscar Freire               | Espanha | 3.555  |
| 76      | Carlos Sastre              | Espanha | 3.000  |
| 84      | Roberto Heras              | Espanha | 2.800  |
| 89      | José Manuel Fuente         | Espanha | 2.670  |
| 95      | Joaquim Rodríguez          | Espanha | 2.450  |
| 101     | Julián Berrendero          | Espanha | 2.320  |
| 117     | Abraham Olano              | Espanha | 1.980  |
| 131     | Oscar Pereiro              | Espanha | 1.800  |
| 139     | Joseba Beloki              | Espanha | 1.680  |
| 144     | Samuel Sánchez             | Espanha | 1.630  |
| 152     | Julio Jiménez              | Espanha | 1.530  |
| 154     | José Pérez-Francés         | Espanha | 1.510  |
| 163     | Bernardo Ruiz              | Espanha | 1.440  |
| 173     | Marino Lejarreta           | Espanha | 1.360  |
| 174     | Delio Rodríguez            | Espanha | 1.340  |
| 186     | Antonio Suárez             | Espanha | 1.240  |
| 187     | Emilio Rodríguez Barros    | Espanha | 1.230  |
| 188     | Agustín Tamames            | Espanha | 1.230  |
| 194     | Jesús Loroño               | Espanha | 1.180  |
| 198     | Miguel Poblet              | Espanha | 1.155  |
| 235     | Ángel Casero               | Espanha | 960    |
| 240     | Jose Pesarrodona           | Espanha | 960    |
| 242     | Fernando Escartin          | Espanha | 930    |
| 247     | Domingo Perurena           | Espanha | 900    |
| 250     | Miguel Maria Lasa          | Espanha | 880    |
| 264     | Angelino Costumar          | Espanha | 825    |
| 266     | Alvaro Pino                | Espanha | 810    |
| 271     | Francisco Gabica           | Espanha | 810    |
| 280     | José Maria Jiménez         | Espanha | 760    |
| 286     | Faustino Ruperez           | Espanha | 720    |
| 294     | Aitor González             | Espanha | 720    |
| 295     | Juan José Cobo             | Espanha | 720    |
| 296     | Francisco Galdos           | Espanha | 720    |
| 299     | Melchor Mauri              | Espanha | 720    |
| 301     | Dalmacio Langarica         | Espanha | 720    |
| 327     | Alberto Fernández          | Espanha | 630    |
| 331     | Angel Arroio               | Espanha | 600    |
| 355     | Pedro Torres               | Espanha | 550    |
| 357     | Igor Astarloa              | Espanha | 540    |
| 396     | Aurelio González           | Espanha | 505    |
| 398     | Juan Fernández             | Espanha | 495    |
| 400     | Andres Oliva               | Espanha | 480    |
| 410     | Vicente Lopez-Carril       | Espanha | 450    |
| 417     | Jose-Luis Laguia           | Espanha | 450    |
| 421     | Juan Antonio Seta          | Espanha | 450    |
| 472     | Eusebio Vélez              | Espanha | 420    |
| 501     | Francisco Mancebo          | Espanha | 360    |
| 502     | Anselmo Forte              | Espanha | 360    |
| 505     | Miguel Pacheco             | Espanha | 360    |
| 510     | Pedro Munoz                | Espanha | 345    |
| 523     | Fermin Trueba              | Espanha | 330    |
| 530     | Mikel Landa                | Espanha | 315    |
| 545     | David Arroio               | Espanha | 270    |
| 546     | Antonio Karmany            | Espanha | 270    |
| 547     | Jose Enrique Gutiérrez     | Espanha | 270    |
| 562     | Ezequiel Mosquera          | Espanha | 240    |
| 563     | Antonio Jiménez            | Espanha | 240    |
| 564     | Diego Chafer               | Espanha | 240    |
| 569     | Jesus Montoya              | Espanha | 240    |
| 570     | Mikel Zarrabeitia          | Espanha | 240    |
| 571     | Jose Segu                  | Espanha | 240    |
| 572     | Oscar Sevilla              | Espanha | 240    |
| 573     | Igor González Galdeano     | Espanha | 240    |
| 574     | José Martín Colmenarejo    | Espanha | 240    |
| 575     | Mariano Canardo            | Espanha | 240    |
| 577     | Luis Otano                 | Espanha | 240    |
| 578     | Santiago Pérez             | Espanha | 240    |
| 579     | Manuel Rodríguez Barros    | Espanha | 240    |
| 580     | Manuel Costa               | Espanha | 240    |
| 581     | Isidro Nozal               | Espanha | 240    |
| 585     | Alfonso Gutiérrez          | Espanha | 220    |
| 591     | Francisco Javier Cedena    | Espanha | 220    |
| 598     | Vicente Iturat             | Espanha | 220    |
| 599     | Vicente Trueba             | Espanha | 220    |
| 602     | Salvador Garrafa           | Espanha | 220    |
| 622     | Unai Ursa                  | Espanha | 210    |
| 636     | Carlos Echeverria          | Espanha | 180    |
| 664     | Antonio Sancho             | Espanha | 180    |
| 676     | Vicente Belda              | Espanha | 180    |
| 680     | Bernardo Capo              | Espanha | 180    |
| 686     | Juan Gimeno                | Espanha | 180    |
| 689     | Jose Serra                 | Espanha | 180    |
| 691     | Jose Nazabal               | Espanha | 180    |
| 692     | José Luis Abilleira        | Espanha | 180    |
| 693     | Jose Jabardo               | Espanha | 180    |
| 701     | Felipe Yanez               | Espanha | 180    |
| 705     | Fernando Manzaneque        | Espanha | 180    |
| 715     | Luciano Montero            | Espanha | 180    |
| 716     | Laudelino Cubino           | Espanha | 180    |
| 717     | Omar Fraile                | Espanha | 180    |
| 728     | Ramon Saez                 | Espanha | 135    |
| 768     | Juan Manuel Garate         | Espanha | 105    |
| 772     | Faustino Fernández Ovies   | Espanha | 105    |
| 775     | Inaki Gaston               | Espanha | 105    |
| 779     | José Luis Navarro Martínez | Espanha | 105    |
| 780     | Mikel Neve                 | Espanha | 105    |
| 782     | Mariano Díaz               | Espanha | 90     |
| 786     | Gregorio San Miguel        | Espanha | 90     |
| 787     | Luis Leon Sánchez          | Espanha | 90     |
| 789     | Salvador Molina            | Espanha | 90     |
| 791     | Egoi Martínez              | Espanha | 90     |
| 793     | Aitor Ursa                 | Espanha | 90     |
| 794     | Carlos Hernández Danço     | Espanha | 90     |

### Colombianos
(Data de actualização dos dados:_15 de dezembro de 2017):
| Posição | Corredor            | País     | Pontos |
| ------- | ------------------- | -------- | ------ |
| 61      | Nairo Quintana      | Colômbia | 3.670  |
| 160     | Luis Herrera        | Colômbia | 1.445  |
| 179     | Rigoberto Urán      | Colômbia | 1.320  |
| 285     | Esteban Chaves      | Colômbia | 780    |
| 308     | Fabio Parra         | Colômbia | 690    |
| 554     | Oscar Vargas        | Colômbia | 270    |
| 602     | Mauricio Soler      | Colômbia | 220    |
| 605     | Santiago Botero     | Colômbia | 220    |
| 610     | Freddy González     | Colômbia | 210    |
| 627     | José Jaime González | Colômbia | 210    |
| 666     | Félix Cárdenas      | Colômbia | 180    |
| 706     | Pacho Rodríguez     | Colômbia | 180    |
| 783     | Julián Arredondo    | Colômbia | 105    |
| 800     | Martín Farfán       | Colômbia | 90     |

### Venezuelanos
(Data de actualização dos dados:_15 de dezembro de 2017):
| Posição | Corredor    | País      | Pontos |
| ------- | ----------- | --------- | ------ |
| 543     | José Rujano | Venezuela | 315    |

### Mexicanos
(Data de actualização dos dados:_15 de dezembro de 2017):
| Posição | Corredor                   | País   | Pontos |
| ------- | -------------------------- | ------ | ------ |
| 789     | Julio Alberto Pérez Cuapio | México | 105    |